# Pauline de Broglie
Pour les autres membres de la famille, voir Maison de Broglie.
Pauline Laure Marie de Broglie, comtesse de Pange (6 février 1888 - 29 février 1972) est une femme de lettres française.

## Famille
Pauline de Broglie est la seconde fille et quatrième enfant de Louis Alphonse Victor (1846-1906), 5e duc de Broglie, et de Pauline de La Forest d'Armaillé (1851-1928).
Elle est la sœur de Maurice et de Louis de Broglie, éminents savants, membres de l'Académie française et Prix Nobel de physique en 1929, et la nièce de Marie de Broglie.
Sa sœur Albertine, née en 1872, épousa en 1891, le marquis de Luppé, et échappa à l'incendie du Bazar de la Charité de 1897 par un hasard heureux : enrhumée, elle avait préféré rester à la campagne, craignant d'y « avoir trop chaud ».
Son frère Philippe (1884-1890) mourut d'une crise d'appendicite foudroyante.
Elle épouse, en 1910, le comte Jean de Pange, fils cadet d'une famille noble lorraine.
Le comte de Pange est un petit-neveu de François de Pange, qui fut aimé de Madame de Staël, trisaïeule de Pauline de Broglie.

## Biographie
Avec son mari, Pauline de Broglie a consacré sa vie à la littérature et à l'histoire. Ainsi, elle créa et anima un cercle d'études sur son ancêtre, Madame de Staël.
Le comte et la comtesse de Pange, dans leur engagement européen, eurent, entre autres, comme compagnons de route Robert Schuman, Konrad Adenauer, l'archiduc Otto de Habsbourg-Lorraine avec lesquels ils étaient liés d'amitié.
Ils eurent également des relations personnelles avec le général et madame de Gaulle.
Comme la plupart des membres de la Maison de Broglie, la comtesse Jean de Pange manifesta des opinions libérales tant sur le plan politique que religieux.
En 1925, son frère aîné, Maurice, duc de Broglie, est nommé Président de la Société des Cincinnati de France et le restera jusqu’à son dernier souffle en 1960. Cette nomination est le gage d’une sensibilité familiale pour la cause du maintien de l’amitié franco-américaine née de la guerre d’indépendance américaine.
C’est dans cet esprit que Pauline de Pange a fait partie des fondatrices du chapitre français de la "National Society of the Daughters of the American Revolution" baptisé "chapitre Rochambeau" et inauguré le 20 mars 1934.
C’est ainsi que Pauline de Pange devint "Fille de la Révolution Américaine", fidèle jusqu’à son décès. Elle fut nommée Régente à 3 reprises entre 1937 et 1953 ; 3ème Régente du chapitre 1937-1939, 6ème Régente du chapitre 1946-1948 et 9ème Régente du chapitre 1951-1953.

Son livre Comment j'ai vu 1900 est une source de renseignements sur la société aristocratique de la Belle Époque, monde auquel elle appartenait et qu'elle sut décrire avec beaucoup d'humour, « brossant » de bons portraits, entre autres celui de son grand-père maternel, le comte angevin Louis d'Armaillé (vers 1822-1882), grand collectionneur de meubles et objets d'art anciens et habile « truqueur », ami de Richard Wallace et du conservateur du Musée du Louvre, Both de Tauzia, qui le fit nommer membre du Conseil supérieur des Beaux-Arts. Une partie de sa collection fut vendue par ses héritiers lorsqu'ils quittèrent Paris pour s'installer au château familial de Broglie (Eure) : 

« […] Ma mère était restée à Paris afin, je crois, de procéder à la vente sur catalogue d'un lot de meubles de la collection d'Armaillé […]. Le vocable avait fait monter les enchères des meubles et des boiseries du rez-de-chaussée (de l'hôtel familial du 40, rue de La Boétie) dont il avait fallu aussi se séparer. »

— p. 243
Elle décrit aussi le magnifique parc de Bagatelle après la mort de Wallace (1890), où elle vint jouer enfant.
Elle fut membre du jury du Prix Femina, et Raymond Mondon lui remit, en 1970, la cravate de commandeur de la Légion d'honneur.

## Œuvres
Pauline de Broglie a publié plusieurs ouvrages sous le nom de comtesse Jean de Pange :
- Le Beau jardin, Paris, Plon-Nourrit, 1923 - Prix Montyon de l’Académie française en 1924.
- Madame de Staël et François de Pange, lettres et documents inédits, Paris, Plon, 1925.
- Mme de Staël et la découverte de l'Allemagne, Paris, Malfère, 1929.
- Monsieur de Staël, Paris, Portiques, 1931.
- Le Trésor de Mélisande, recueil de comédies et saynètes enfantines pouvant être montées et jouées par des enfants, Paris, Boivin, 1936.
- Auguste-Guillaume Schlegel et Madame de Staël d'après des documents inédits, Paris, Albert, (s. d.) - Prix Guizot de l’Académie française en 1938.
- Le dernier amour de Madame de Staël, d'après des documents inédits, Genève, La Palatine, 1944.
- Pauline, roman, Paris, la Nouvelle édition, 1946.
- Lettres de femmes du XIXe siècle choisies et présentées par la comtesse Jean de Pange, Monaco, Le Rocher, 1947.
- Les clefs du paradis : livres, théâtre, cinéma, radio, pour les enfants, Paris, Bloud et Gay, 1948.
- Comment j'ai vu 1900, Paris, Grasset, 1962-1973 ; rééd. partielle 2013-2014  (ISBN 9782246801276 et 9782246811794) - Prix Dumas-Millier de l’Académie française en 1969.
  - T.1 : Comtesse Jean de Pange, Paris, Grasset, 1965 (rééd. 2013).
  - T.2 : Confidences d'une jeune fille, Paris, Grasset, 1965 (rééd. 2014).
  - T.3 : Derniers bals avant l'orage, Paris, Grasset, 1968.
  - T.4 : 1900 s'éloigne, Paris, Grasset, 1973.
- L'Abri du souvenir, Versailles : Cercle culturel, 1967.